# Live Bites
Live Bites – trzeci album koncertowy Scorpions wydany w roku 1995. Nagrania pochodzą z pożegnalnej trasy koncertowej z długoletnim perkusistą - Hermanem Rarebellem.

## Lista utworów
1. "Tease Me Please Me" - 4:46
2. "Is There Anybody There" - 4:08
3. "Rhythm of Love" - 3:41
4. "In Trance" - 4:01
5. "No Pain No Gain" - 4:02
6. "When the Smoke Is Going Down" - 2:37
7. "Ave Maria No Morro" - 3:15
8. "Living For Tomorrow" - 6:56
9. "Concerto In V" - 3:00
10. "Alien Nation" - 5:28
11. "Hit Between The Eyes" - 4:10
12. "Crazy World" - 5:29
13. "Wind of Change" - 5:45
14. "Edge of Time" - 4:17
15. "Heroes Don't Cry" - 4:29
16. "White Dove" - 4:18

Utwór 14 znalazł się tylko na amerykańskim wydaniu płyty. Nie znalazły się na nim utwory 7 i 11.
Dwa ostatnie utwory są wydane po raz pierwszy na płycie "Live Bites" i są to nagrania studyjne.

## Twórcy
- Klaus Meine – wokal
- Rudolf Schenker – gitara rytmiczna
- Matthias Jabs – gitara solowa
- Ralph Rieckermann – gitara basowa
- Herman Rarebell – perkusja